# Abacetus salamensis
Abacetus salamensis là một loài bọ chân chạy thuộc phân họ Pterostichinae. Loài này được Kolbe mô tả lần đầu năm 1898.